# Шпитальні судна під час пандемії COVID-19

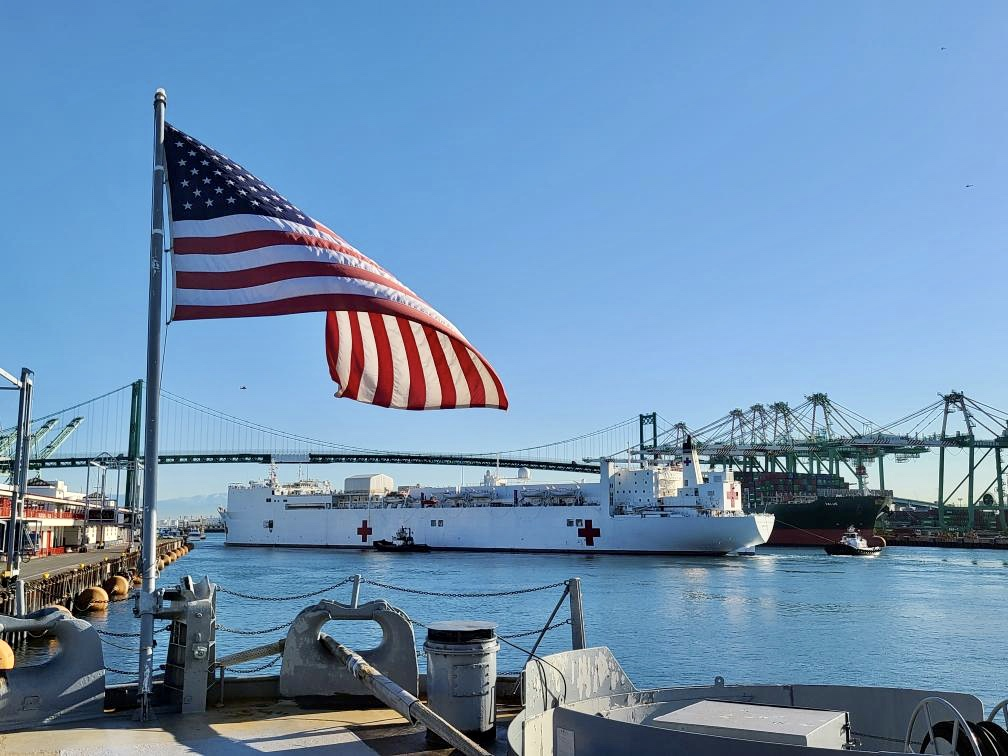
USNS Mercy прибуває в Лос-Анджелес 27 березня 2020 року

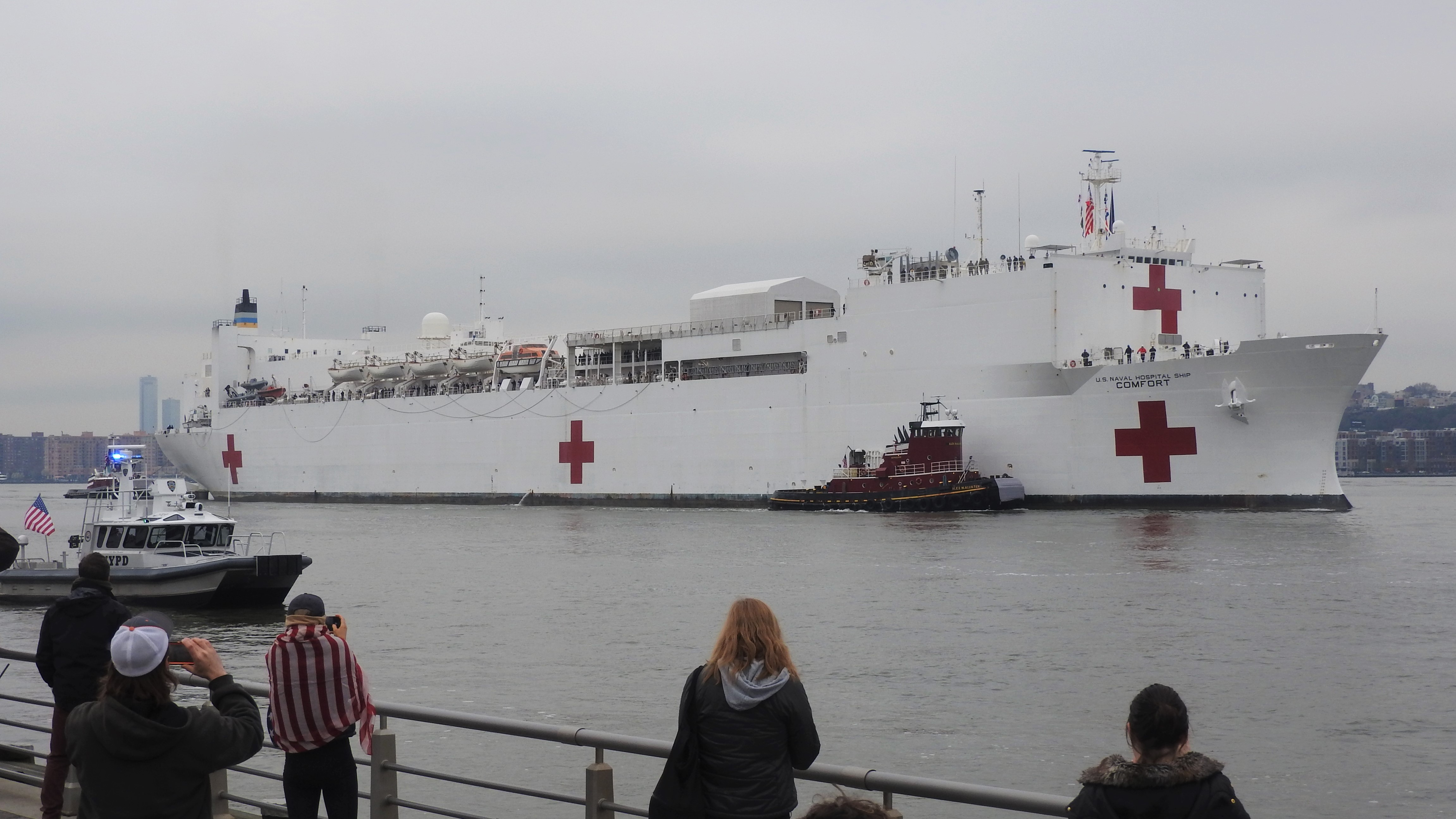
USNS Comfort прямує вгору по річці Гудзон

У зв'язку з пандемією коронавірусної хвороби військово-морські сили кількох країн розгорнули шпитальні кораблі для боротьби з епідемією. Окрім надання медичних послуг, шпитальні кораблі дозволять цивільним лікарням розвантажувати частину хворих, тим самим зменшуючи навантаження на берегові установи. Однак це також означає, що кожен корабель боротиметься зі спалахами на своєму борту самостійно.
Оскільки з часом зараження сповільнилося, або не відповідало найгіршим прогнозам, шпитальні кораблі перестали використовуватися, або практично не використовувалися.

## KRI dr. Soeharso
Корабель ВМС Індонезії KRI dr. Soeharso 26 лютого 2020 року забрало 188 індонезійців з круїзного лайнера World Dream у Дуріанській протоці. Судно доставило їх на острів Себару-Кесіл, і помістило на карантин.
Корабель KRI dr. Soeharso евакуював 89 членів екіпажу круїзного лайнера Diamond Princess з порту теплоелектростанції Індрамаю після того, як екіпаж отримав сертифікат здоров'я в Японії, та відбув до міжнародного аеропорту Кертаджаті. Потім вони скористалися автобусами, щоб доїхати до порту. Екіпаж пройшов другий раунд тестування, під час якого один член екіпажу мав позитивний результат тестування на COVID-19, і був госпіталізований у Джакарті. 68 членів екіпажу Diamond Princess висадилися на острові Себару-Кесіл. Евакуйовані особи з World Dream і Diamond Princess були розміщені в окремих блоках/будівлях.

## KRI Semarang
Корабель Військово-морських сил Індонезії KRI Semarang 15 березня 2020 року перевіз 68 членів екіпажу круїзного судна Diamond Princess, які пройшли обстеження на коронавірусну хворобу 2019 на острові Себару-Кесіл, до порту Танджунг-Пріок у Північній Джакарті. 9 квітня 2020 року корабель перевіз дезінфікуючі засоби для рук із Сінгапуру в Батам. 18 травня 2020 року корабель відправили везти набори для тестування на COVID-19 і дезінфікуючі засоби для рук із Сінгапуру до Індонезії.

## USNS Mercy
Корабель USNS Mercy був направлений в Лос-Анджелес для надання допомоги лікарням після початку пандемії COVID-19. Корабель прибув і пришвартувався до терміналу круїзних лайнерів у порту Лос-Анджелеса 27 березня 2020 року. Його місія полягала в лікуванні хворих, крім хворих на COVID-19, звільняючи наземні лікарні для боротьби з коронавірусом, подібно до того, як USNS Comfort було розгорнуто в Нью-Йорку. Станом на 14 квітня 2020 року 7 членів екіпажу дали позитивний результат тестування на коронавірус, і були виведені з корабля на карантин разом із 100 іншими моряками, які мали з ними контакт. Станом на 15 квітня «Мерсі» пролікував 48 хворих, 30 з яких були виписані. Корабель відбув з порту Лос-Анджелеса 15 травня.

### Пов'язана аварія поїзда неподалік стоянки корабля
31 березня, коли корабель стояв у доку, вантажний потяг «Pacific Harbor Line» зійшов з рейок, а уламки зупинилися лише за 230 метрів від судна. В очевидній «химерній спробі викрити гадану змову» машиніст поїзда навмисно спричинив сходження з рейок, та сказав поліції, що підозрює судно та вважає, що судно «не те, для чого вони кажуть». Ніхто не постраждав, судно також не постраждало; а машиніста звинуватили в аварії поїзда.

## USNS Comfort
USNS Comfort розпочав шлях з Норфолка в штаті Вірджинія до гавані Нью-Йорка 28 березня 2020 року, щоб допомогти впоратися з наслідками епідемії COVID-19. Корабель прибув до Нью-Йорка 30 березня, і пришвартувався біля пірсу 90. Хоча корабель мав 1100 осіб персоналу та місткість 1000 ліжок, станом на 3 квітня на ньому перебувало на лікуванні. лише 22 хворих; низька кількість була пояснена «бюрократичними перешкодами та військовими процедурами».
Заявлена місія корабля спочатку полягала в лікуванні хворих, у яких не було COVID-19, звільнивши наземні лікарні, щоб зосередитися на інфікованих хворих, і спочатку вимагали від пацієнта негативний тест на коронавірус перед посадкою, але 3 квітня інструкції змінилися, і більше не вимагали негативного тесту, та приймали «безсимптомних, обстежених пацієнтів, які будуть ізольовані та протестовані одразу після прибуття». 3 квітня кілька інфікованих хворих провели ніч на борту судна після того, як їх випадково перевели на корабель із Центру Джейкоба Джавітса, де працював польовий госпіталь; хворі були переведені назад до Центру Джейкоба Джавітса після позитивного результату тесту на коронавірус.
17 квітня було повідомлено, що «USNS Comfort готовий приймати хворих у радіусі однієї години поїздки від корабля», і було здійснено підготовку до прийому хворих на коронавірус із району Філадельфії. Корабель прибрав половину своїх 1000 ліжок, щоб ізолювати та лікувати хворих на коронавірус. 21 квітня губернатор Куомо сказав президенту Трампу, що Нью-Йорку корабель більше не потрібен. Під час стоянки в місті в ньому проліковано 179 хворих.

## Splendid

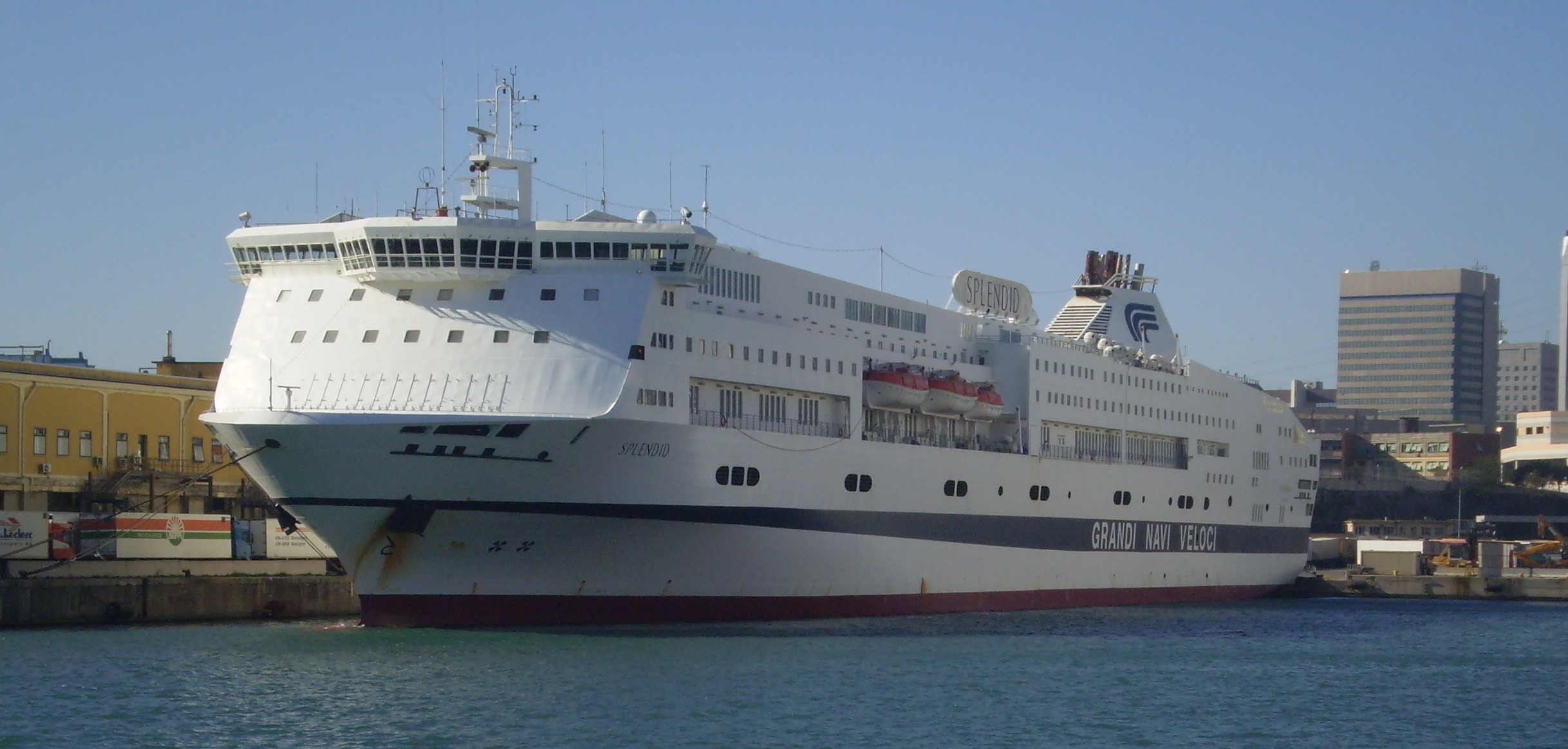
Splendid в 2007 році

Компанія «Grandi Navi Veloci», частина компанії «Mediterranean Shipping Company» переобладнала один зі своїх поромів Splendid у шпитальне судно для лікування хворих коронавірусною хворобою. Корабель прибув до італійської провінції Лігурія 23 березня 2020 року, та було віддано в оренду за символічну вартість 1 євро. За допомогою «Registro Italiano Navale» та низки місцевих і національних компаній, багато з яких пожертвували свій час, матеріали та досвід, Splendid було перетворено на госпітальне судно приблизно за 10 днів. Пришвартований у Понте Коломбо в Генуї, шпитальний корабель лікував лише хворих коронавірусною хворобою без серйозних супутніх хвороб, наприклад хворих, які перенесли інтубацію трахеї.

## BRP Ang Pangulo
3 квітня 2020 року президент Філіппін Родріго Дутерте наказав переобладнати корабель ВМС Філіппін BRP Ang Pangulo для розміщення хворих з COVID-19. Під час пандемії COVID-19 президентська яхта використовувалася як ізолятор на 28 місць для військовослужбовців, які брали участь у боротьбі з поширенням хвороби.
30 квітня 2021 року ВМС Філіппін повідомили, що Ang Pangulo готовий приймати хворих коронавірусною хворобою. Корабель був пришвартований біля пірсу 13 Південної гавані Маніли.
Станом на 22 січня 2022 року ВМС Філіппін повідомили, що судно змогло надати медичну допомогу загалом 2450 хворим на острові Сіаргао та островах Дінагат у рамках своїх гуманітарних місій у цьому районі.